# Lander (Miranda)
Lander is een gemeente in de Venezolaanse staat Miranda. De gemeente telt 150.000 inwoners. De hoofdplaats is Ocumare del Tuy.